# Van Donge & de Roo
Van Donge & De Roo, eveneens bekend als de D&R Group of D&R, is een Nederlands logistieke dienstverlener die wereldwijd opereert. Het bedrijf biedt verscheidene transportmodaliteiten aan, zoals internationale verschepingen.

## Geschiedenis
In 1977 werd Van Donge & De Roo opgericht door Ron de Roo en Arie van Donge. Enkele jaren later, in 1983, verwierf De Roo volledige controle over het bedrijf, maar bleef hij zaken doen onder de originele naam. Aanvankelijke richtte men zich vooral op zeevracht. Gaandeweg kwamen daar andere modaliteiten en diensten bij, zoals lucht- en landvracht en opslag.
De groep bestaat anno 2021 uit een groot aantal bedrijven die actief zijn op de eerder benoemde logistieke gebieden, zoals expeditie, NVOCC (Non-Vessel Operating Common Carrier), softwareontwikkeling, intermodaal transport (spoor, binnenvaart, weg), douane-expediteur, terminal, depot- en veiligheidsactiviteiten.
Het hoofdkantoor van Van Donge & de Roo bevindt zich in Rhoon, nabij de Rotterdamse haven, een van de belangrijkste havens van Europa en het centrum van de internationale containervaart. Het bedrijf is ook maatschappelijk betrokken en ondersteunt verschillen verenigingen en stichtingen, zoals Vrienden van het Sophia, Het Nederlandse Rode Kruis en amateurvoetbalclubs als BVV Barendrecht en VV Smitshoek. Daarnaast verwierf het meer bekendheid met commerciële overeenkomsten bij FC Volendam, Excelsior Rotterdam, Sparta Rotterdam, Feyenoord en de Feyenoord Vrouwen.

## Diensten
Van Donge & de Roo biedt onder andere de volgende diensten:
- Zeevracht
- Luchtvracht
- Landvracht
- Douane activiteiten
- IT-oplossingen
- Lege container opslag
- Gasmetingen